# Xylophanes wolfi
Xylophanes wolfi är en fjärilsart som beskrevs av Druce 1882. Xylophanes wolfi ingår i släktet Xylophanes och familjen svärmare. Inga underarter finns listade i Catalogue of Life.